# 니콜라스 스와임
니콜라스 스와임(Nicolas Swaim, 1977년 11월 8일 ~ )는 북마리아나 제도의 축구 선수이다. 또한 그는 북마리아나 제도 축구 국가대표팀의 감독을 잠시 맡기도 했다.